# Gunung Padang Alai
Gunung Padang Alai is een bestuurslaag in het regentschap Padang Pariaman van de provincie West-Sumatra, Indonesië. Gunung Padang Alai telt 5595 inwoners (volkstelling 2010).